# Sonja Gerhardt
Sonja Gerhardt (født 2. april 1989 i Vestberlin, Vesttyskland), er en tysk skuespiller. Hun kendes fra serier såsom Pigerne fra Berlin og Spionen.

## Karriere
Sonja Gerhardt dansede i elleve år ved teatret Friedrichstadt-Palast.
Hun fik sin fjernsynsdebut i 2006, hvor hun medvirkede i sæbeoperaen Schmetterlinge im Bauch ind til 2007. Hun kom i biograferne i 2008, da hun havde hovedrollen som Vic i filmen Sommer. I 2008 eftersynkroniserede hun rollen Caitlyn Geller i filmen Camp Rock. I 2009 spillede hun med i Die Wilden Hühner und das Leben som Melanie og i Vulkan. I 2012 var hun i eventyrfilmen Schneeweißchen und Rosenrot. I 2014 medvirkede hun i Die Schlikkerfrauen for Sat.1.
I 2015 medvirkede hun i serien Spionen, som fik international succes, og i 2016 var hun nomineret til en Bambi. For sit arbejde i miniserien Pigerne fra Berlin og spillefilmen Jack the Ripper modtog hun i 2017 Deutscher Fernsehpreis og en Jupiter Award.

## Udvalgte film og serier
- 2006: Schmetterlinge im Bauch
- 2008: Sommer
- 2008: In aller Freundschaft
- 2008: Sklaven und Herren
- 2009: Die Wilden Hühner und das Leben
- 2009: Vulkan
- 2009: WAGs[2]
- 2010: Im Spessart sind die Geister los
- 2010: Der Doc und die Hexe
- 2010: SOKO Stuttgart (afsnit: Killesbergbaby)
- 2010: Die Jagd nach der Heiligen Lanze
- 2010: Polizeiruf 110 (afsnit: Risiko)
- 2010: Das fremde Mädchen
- 2010: Tatort (afsnit: Borowski und eine Frage von reinem Geschmack)
- 2010: Ein Date fürs Leben
- 2010: Doctor’s Diary
- 2010: Die Jagd nach der Heiligen Lanze
- 2011: Die Verführung – Das fremde Mädchen
- 2011: Großstadtrevier (afsnit: Vertauscht)
- 2011: Küstenwache (afsnit: Letzte Warnung)
- 2011: Krauses Braut
- 2011: Das Traumschiff (afsnit: Kambodscha)
- 2011: Mein eigen Fleisch und Blut
- 2011: Rosa Roth (afsnit: Bin ich tot?)
- 2012: Die Jagd nach dem Bernsteinzimmer
- 2012: Türkisch für Anfänger
- 2012: Mittlere Reife
- 2012: Heiraten ist auch keine Lösung
- 2012: Auf Herz und Nieren (første afsnit)
- 2012: Danni Lowinski (sæson 4, afsnit 12)
- 2012: Schneeweißchen und Rosenrot
- 2013: Flaschenpost an meinen Mann
- 2013: Tape_13
- 2013: Heiter bis tödlich: Hauptstadtrevier
- 2014: #Vegas
- 2014: SOKO Stuttgart (afsnit: Drahtzieher)
- 2014: Die Schlikkerfrauen
- 2014: Weihnachten für Einsteiger
- 2014: Dessau Dancers
- 2015: Der Lack ist ab
- 2015: Spionen
- 2016: Unser Traum von Kanada: Alles auf Anfang
- 2016: Unser Traum von Kanada: Sowas wie Familie
- 2016: Pigerne fra Berlin[3]
- 2016: Jack the Ripper – Eine Frau jagt einen Mörder
- 2017: Honigfrauen
- 2018: Deutschland 86